# Zhijiang
Zhijiang (chiń. 枝江市; pinyin Zhījiāng Shì) – miasto w południowo-wschodniej części prefektury miejskiej Yichang w prowincji Hubei w Chińskiej Republice Ludowej. Liczba mieszkańców miasta w 2010 roku wynosiła 495995.